# Aurelia aurita
Aurelia aurita (de asemenea, numită luna jeleu, luna meduză,meduza comună, sau meduza farfurie) este o specie foarte studiată din genul Aurelia. Toate speciile din gen sunt strâns legate, și este dificil să se identifice Aurelia medusae fără eșantioane genetice; cele mai multe dintre cele ce urmează se aplică în mod egal pentru toate speciile din gen.
Meduza este translucidă, de obicei, aproximativ 25 în diametru, și poate fi recunoscută cu cele patru gonade în formă de potcoavă, ușor de văzut prin partea de sus a clopotului. Se hrănește prin colectarea de plancton și moluște cu tentaculele sale, aducându-le mai apoi în corpul său pentru digestie. Este capabilă doar de mișcare limitată, și eventual se mișcă cu curenții de apă.
Trăiește de asemenea in apă rece. De aceea mulți o mai numesc și Meduza de apă rece.

## Distribuția
Genul Aurelia este găsit în cele mai multe dintre oceanele lumii, de la tropice spre nord,la latitudinea 70°N și până la 40°S. Specia Aurelia aurita este găsită de-a lungul părții de est a coastei Atlantice a Europei de Nord și de vest coastei Atlantice a Americii de Nord în New England și Estul Canadei. În general, Aurelia poate fi găsită în estuare și porturi.